# 吕士英
吕士英（1917年—1989年），男，直隶（今河北）临城人，中华人民共和国军事人物，中国人民解放军少将，第五届全国人大代表。